# Ташро, Эльзеар-Александр
Эльзеа́р-Алекса́ндр Ташро́ (фр. Elzéar-Alexandre Taschereau; 17 февраля 1820, Сен-Мари-де-ла-Бус, Канада — 12 апреля 1898, Квебек, Канада) — первый канадский кардинал. Архиепископ Квебека с 24 декабря 1870 по 12 апреля 1898. Кардинал-священник с 7 июня 1886, с титулом церкви Санта-Мария-делла-Виттория с 17 марта 1887.
Брат судьи Жана-Тома Ташро (1814—1893) — отца будущего премьер-министра Квебека Луи-Александра Ташро, и Мари Луизы Ташро (1810—1891) — матери учёного-механика Э. Дж. Рауса.